# University of Ulster

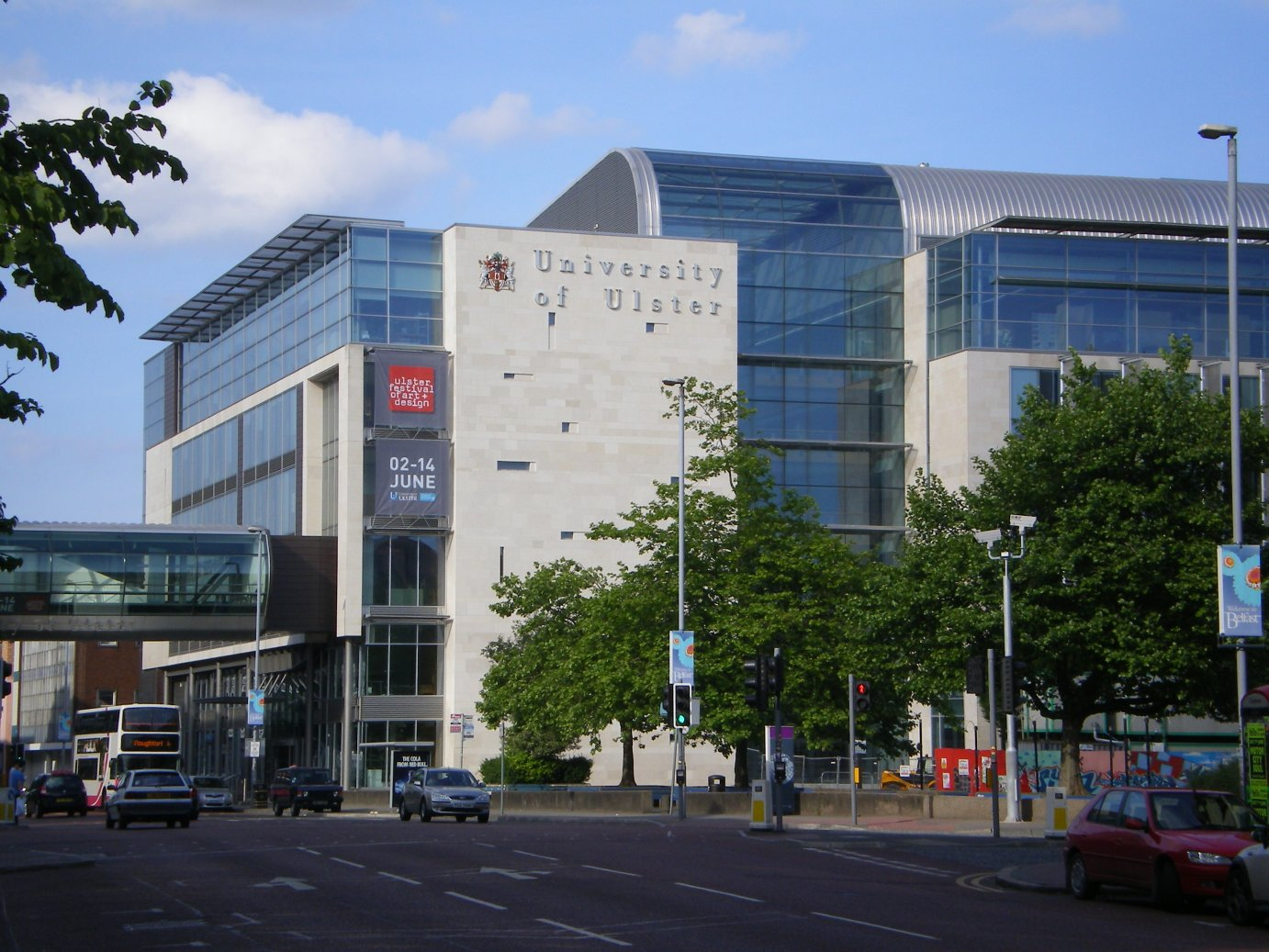
University of Ulster, Gebäude auf dem Campus Belfast

Die University of Ulster (UU; irisch Ollscoil Uladh) ist die größte Universität in Nordirland (Vereinigtes Königreich von Großbritannien und Nordirland) und, nach der National University of Ireland (NUI), die zweitgrößte auf der irischen Insel. Sie ist Mitglied der Association of Commonwealth Universities.
Sie hat keinen zusammenhängenden Campus, sondern vier Niederlassungen, in Belfast (1.900 Studierende), Coleraine (4.502), Jordanstown (12.718) und Magee (4.219), sowie Zweigstellen in London, Birmingham und Katar (zusammen 649 Studierende; alle Zahlen: Studienjahr 2017/18). Die Verwaltungszentrale befindet sich in Coleraine.
Die UU hat das breiteste Studienangebot Irlands. Sie ist vor allem im Bereich der Naturwissenschaften, speziell der Biomedizin, renommiert.

## Geschichte
Die Universität besteht in ihrer heutigen Form seit 1984, als die New University of Ulster, Coleraine (gegründet 1968) und die Ulster Polytechnic, Jordanstown (gegründet 1971), fusionierten. Das älteste College der New University, das Magee College, ging auf das Jahr 1865 zurück, damals als Fakultät innerhalb der Royal University of Ireland, dem Vorläufer der heute größten Universität der Republik Irland, der National University of Ireland.

## Zahlen zu den Studierenden
Von den 27.680 Studierenden im Studienjahr 2019/2020 waren 16.250 weiblich (58,7 %) und 11.430 männlich (41,3 %). 1.680 Studierende kamen aus England, 140 aus Schottland, 70 aus Wales, 20.425 aus Nordirland, 1.375 aus der EU und 3.990 aus dem Nicht-EU-Ausland. 20.865 der Studierenden strebten 2019/2020 ihren ersten Studienabschluss an, sie waren also undergraduates. 6.815 arbeiteten auf einen weiteren Abschluss hin, sie waren postgraduates. Davon arbeiteten 565 in der Forschung.
2007 waren 27.595 Studierende immatrikuliert gewesen, 2010/2011 25.520, 2018/2019 24.530.

## Gliederung
Die Lehrbetrieg der Universität ist mit Stand 2021 vier Fakultäten zugeordnet:
- Künste, Geistes- und Sozialwissenschaften (Arts, Humanities & Social Sciences), einschließlich Design, Jura und Pädagogik
- Informatik, Ingenieurwesen und Gestaltete Umwelt (Computing, Engineering and the Built Environment), einschließlich Architektur
- Lebenswissenschafte und Medizin (Life and Health Sciences), einschließlich Biomedizin, Pharmazie, Pflege und Psychologie
- Wirtschaftswissenschaften (Ulster University Business School)

## Ehemalige und Ehrendoktoren der Universität
Der Geschäftsmann und Politiker Seán Gallagher erhielt 2000 einen MBA-Abschluss der University of Ulster. Die Politikerin Cecilia Keaveney ist ebenfalls Absolventin der Universität.
2007 erhielt die irische Musikerin Enya die Ehrendoktorwürde, 2012 wurde Gary Lightbody, Sänger der (nord-)irischen Band Snow Patrol, Ehrendoktor der University of Ulster. Ebenfalls als Ehrendoktor geehrt wurden der ehemalige US-Präsident Bill Clinton (2010) und der US-Politiker Richard Neal (2019).
Der Schauspieler James Nesbitt, der an der Universität Ulster Englisch studiert hatte, wurde 2010 ihr Kanzler.